# Jean-Pierre Papin
Jean-Pierre Papin (født 5. november 1963) er en fransk tidligere fodboldspiller, der i perioden 1986-1995 spillede 54 landskampe og scorede 30 mål. På klubplan var han bl.a. knyttet til klubberne US Valenciennes, FC Brügge, Olympique Marseille, AC Milan og Bayern München. Fra 2006 har han været træner i RC Strasbourg. Han blev kåret til Europas bedste fodboldspiller i 1991.